# Lsof
lsof (англ. list open files, що означає укр. перелік відкритих файлів) — програма, яка використовується в багатьох Unix-подібних операційних системах для показу списку всіх відкритих файлів і процесів, які відкрили їх. Ця утиліта з відкритим кодом була розроблена і підтримується Віком Абелем.

## Приклади
- lsof -i 4 -a -p 1234 (Перегляд всіх з'єднань IPv4, відкритих процесом з PID = 1234)
- lsof /dev/hd4 (Список відкритих файлів на пристрої /dev/hd4)
- lsof /dev/cdrom (Список процесів, що працюють з CD-ROM)
- lsof -c ssh (Список підключень по ssh)

```
# lsof /var
COMMAND     PID     USER   FD   TYPE DEVICE SIZE/OFF     NODE NAME
syslogd     350     root    5w  VREG  222,5        0 440818 /var/adm/messages
syslogd     350     root    6w  VREG  222,5   339098   6248 /var/log/syslog
cron        353     root  cwd   VDIR  222,5      512 254550 /var -- atjobs

```

Для перегляду порту асоційованого з демоном:
```
# lsof -i -n -P | grep sendmail
sendmail  31649    root    4u  IPv4 521738       TCP *:25 (LISTEN)

```

З вищевикладеного ми бачимо що «sendmail» прослуховує стандартний порт «25».
- -i Списки IP сокетів.
- -n Не показувати імена хостів (немає DNS).
- -P Не показувати імена портів (номер порту замість його імені).

Ви також можете вивести перелік Unix сокетів за допомогою команди lsof -U